# Palioúri (Évros)
Palioúri (grec moderne : Παλιούρι) est une localité située dans le dème de Didymotique, dans le district régional d'Évros, dans la périphérie de Macédoine-Orientale-et-Thrace, en Grèce.
La localité appartient au district municipal de Metaxádes. Selon le recensement de 2021, elle compte 352 habitants.